# Soluzione on shell e off shell
In fisica, in particolare nella teoria quantistica dei campi, si parla di soluzione on shell e off shell per indicare le configurazioni di un sistema fisico. Quando una configurazione è soluzione delle classiche equazioni del moto viene chiamata soluzione on shell, mentre se non le soddisfa è detta soluzione off shell.

## Shell di massa
Il termine "'soluzione on shell e off shell"' deriva da "shell di massa", sinonimo di iperboloide di massa, cioè è l'iperboloide nello spazio dell'energia-impulso che descrivono le soluzioni dell'equazione:
{\displaystyle E^{2}-|{\vec {p}}\,|^{2}c^{2}=m^{2}c^{4}}
La quale descrive le combinazioni dell'energia E e della quantità di moto {\displaystyle {\vec {p}}} consentite dalla relatività speciale per una particella di massa m, dove c è la velocità della luce. L'equazione per lo shell di massa è spesso scritta in termini di quadrimpulso in notazione di Einstein e nelle unità naturali in cui {\displaystyle c=1}, come:
{\displaystyle p^{\mu }p_{\mu }=m^{2}}
o più semplicemente:
{\displaystyle p^{2}=m^{2}}

## Teoria quantistica dei campi
La teoria quantistica dei campi è la versione relativistica della meccanica quantistica, dove gli oggetti fondamentali sono i campi. Essa fornisce la struttura teorica su cui si basano per esempio la fisica delle particelle e la fisica della materia condensata. In particolare, la teoria quantistica del campo elettromagnetico, conosciuta come elettrodinamica quantistica, è una delle teorie di maggior successo della fisica.
La teoria quantistica dei campi fornisce alcune correzioni alla meccanica quantistica ordinaria, in cui l'evoluzione di un sistema è descritta dall'equazione di Schrödinger che nella sua forma più comune è:
{\displaystyle \left[-{\frac {\hbar ^{2}}{2m}}\nabla ^{2}+V(\mathbf {r} )\right]\Psi (\mathbf {r} ,t)=i\hbar {\frac {\partial \Psi }{\partial t}}(\mathbf {r} ,t)}
dove {\displaystyle \hbar } è la costante di Planck ridotta, {\displaystyle \Psi } è la funzione d'onda di una particella, {\displaystyle m} la sua massa, e {\displaystyle V} un'energia potenziale applicata.
Ci sono due problemi associati a questa equazione:
- In primo luogo non è relativistica, il limite di corrispondenza è ridotto alla meccanica classica piuttosto che a quella relativistica. Ciò è visibile se si nota che il primo termine a sinistra rappresenta solamente l'energia cinetica classica {\displaystyle p^{2}/2m}, mentre l'energia a riposo {\displaystyle mc^{2}} viene omessa. È possibile modificare l'equazione di Schrödinger per includere l'energia a riposo, ottenendo, ad esempio, l'equazione di Klein-Gordon per particelle scalari (spin nullo) o l'equazione di Dirac per particelle di spin un mezzo;
- Il secondo problema si ha quando si cerca di estendere l'equazione a grandi numeri di particelle. Particelle identiche sono indistinguibili le une dalle altre (dato che non è possibile conoscerne in modo preciso posizione e velocità allo stesso momento), per cui la funzione d'onda dell'intero sistema deve essere simmetrica (bosoni) o antisimmetrica (fermioni) quando le coordinate delle particelle costituenti vengono scambiate. Questo rende la funzione d'onda di sistemi a molte particelle estremamente complicata. Ad esempio, la funzione d'onda generale di un sistema di {\displaystyle N} bosoni si scrive come:

{\displaystyle \Phi (r_{1},\dots ,r_{N})={\frac {1}{\sqrt {N!}}}\sum _{p}\phi _{p(1)}(r_{1})\cdots \phi _{p(N)}(r_{N})}
dove {\displaystyle r_{i}} sono le coordinate della i-esima particella, {\displaystyle \phi _{i}} sono le funzioni d'onda delle singole particelle, e la somma è presa su tutte le possibili permutazioni di {\displaystyle p} elementi. In generale, questa è una somma di {\displaystyle N!} ({\displaystyle N} fattoriale) termini distinti, che diventa rapidamente ingestibile, al crescere di {\displaystyle N}.

## Campo scalare
Prendendo per esempio un campo scalare in uno spazio di Minkowski D-dimensionale, si consideri una densità di Lagrangiana {\displaystyle {\mathcal {L}}(\phi ,\partial _{\mu }\phi )}. L'azione è data da:
{\displaystyle S=\int d^{D}x{\mathcal {L}}(\phi ,\partial _{\mu }\phi )}
L'equazione di Eulero-Lagrange si ottiene considerando la variazione del campo e delle sue derivate, e ponendola uguale a zero. Essa ha la forma:
{\displaystyle \partial _{\mu }{\frac {\partial {\mathcal {L}}}{\partial (\partial _{\mu }\phi )}}={\frac {\partial {\mathcal {L}}}{\partial \phi }}}
Supponendo che il sistema compie uno spostamento infinitesimo {\displaystyle x^{\mu }\rightarrow x^{\mu }+\alpha ^{\mu }} nello spazio-tempo, la densità di Lagrangiana {\displaystyle {\mathcal {L}}} (uno scalare) si trasforma come:
{\displaystyle \delta {\mathcal {L}}=\alpha ^{\mu }\partial _{\mu }{\mathcal {L}}}
Espandendo inoltre {\displaystyle \delta {\mathcal {L}}} in serie di Taylor:
{\displaystyle \delta {\mathcal {L}}={\frac {\partial {\mathcal {L}}}{\partial \phi }}\delta \phi +{\frac {\partial {\mathcal {L}}}{\partial (\partial _{\mu }\phi )}}\delta (\partial _{\mu }\phi )}
dunque:
{\displaystyle \alpha ^{\mu }\partial _{\mu }{\mathcal {L}}={\frac {\partial {\mathcal {L}}}{\partial \phi }}\delta \phi +{\frac {\partial {\mathcal {L}}}{\partial (\partial _{\mu }\phi )}}\delta (\partial _{\mu }\phi )}
notando nel mentre che che {\displaystyle \delta (\partial _{\mu }\phi )=\partial _{\mu }(\delta \phi )} poiché le variazioni sono linearmente indipendenti. Dal momento che si tratta di campi scalari, essi si trasformano esattamente come {\displaystyle {\mathcal {L}}}:
{\displaystyle \alpha ^{\mu }\partial _{\mu }{\mathcal {L}}={\frac {\partial {\mathcal {L}}}{\partial \phi }}\alpha ^{\mu }\partial _{\mu }\phi +{\frac {\partial {\mathcal {L}}}{\partial (\partial _{\nu }\phi )}}\alpha ^{\mu }\partial _{\mu }\partial _{\nu }\phi }
e dato che questo deve valere per traslazioni fra loro indipendenti:
{\displaystyle \alpha ^{\mu }=(\epsilon ,0,\dots ,0),(0,\epsilon ,\dots ,0),\dots }
si può "dividere" per {\displaystyle \alpha ^{\mu }} e scrivere:
{\displaystyle \partial _{\mu }{\mathcal {L}}={\frac {\partial {\mathcal {L}}}{\partial \phi }}\partial _{\mu }\phi +{\frac {\partial {\mathcal {L}}}{\partial (\partial _{\nu }\phi )}}\partial _{\mu }\partial _{\nu }\phi }
Questo è un esempio di equazione che vale off shell, poiché è valida per ogni configurazione dei campi indipendentemente dal fatto che essa rispetti le equazioni del moto, che in tal caso sono le equazioni di Eulero-Lagrange.
Si può derivare comunque una soluzione on shell semplicemente rimpiazzando {\displaystyle \partial {\mathcal {L}}/\partial \phi } nella precedente relazione con l'equazione di Eulero-Lagrange:
{\displaystyle \partial _{\mu }{\mathcal {L}}=\partial _{\nu }{\frac {\partial {\mathcal {L}}}{\partial (\partial _{\nu }\phi )}}\partial _{\mu }\phi +{\frac {\partial {\mathcal {L}}}{\partial (\partial _{\nu }\phi )}}\partial _{\mu }\partial _{\nu }\phi }
Ciò si può scrivere come:
{\displaystyle \partial _{\nu }\left({\frac {\partial {\mathcal {L}}}{\partial (\partial _{\nu }\phi )}}\partial _{\mu }\phi -\delta _{\mu }^{\nu }{\mathcal {L}}\right)=0}
e definendo la quantità tra parentesi come {\displaystyle T^{\nu }{}_{\mu }}, si ha:
{\displaystyle \partial _{\nu }T^{\nu }{}_{\mu }=0}
che è una formulazione del teorema di Noether. La quantità conservata è il tensore energia impulso, ed è conservata solo on shell, ovvero solo se vengono soddisfatte le equazioni del moto.